# Atalaia (Gavião)
Atalaia é uma povoação portuguesa do Município do Gavião que foi sede da extinta Freguesia de Atalaia, freguesia que tinha 19,44 km² de área e 138 habitantes (2011), e, por isso, uma densidade populacional de 7,1 hab./km².
A Freguesia de Atalaia foi extinta em 2013, no âmbito de uma reforma administrativa nacional, para, em conjunto com a Freguesia de Gavião, formar uma nova freguesia denominada União das Freguesias de Gavião e Atalaia com a sede em Gavião.
Pertenceu ao concelho de Belver até à sua extinção, em 1836, passando para o de Gavião. Entre 1895 e 1898, enquanto durou a supressão do concelho (atual município) de Gavião, fez parte do concelho de Nisa.
Durante o mês de Agosto realiza-se um festa em honra de Nª Srª Mãe dos Homens, padroeira da aldeia.

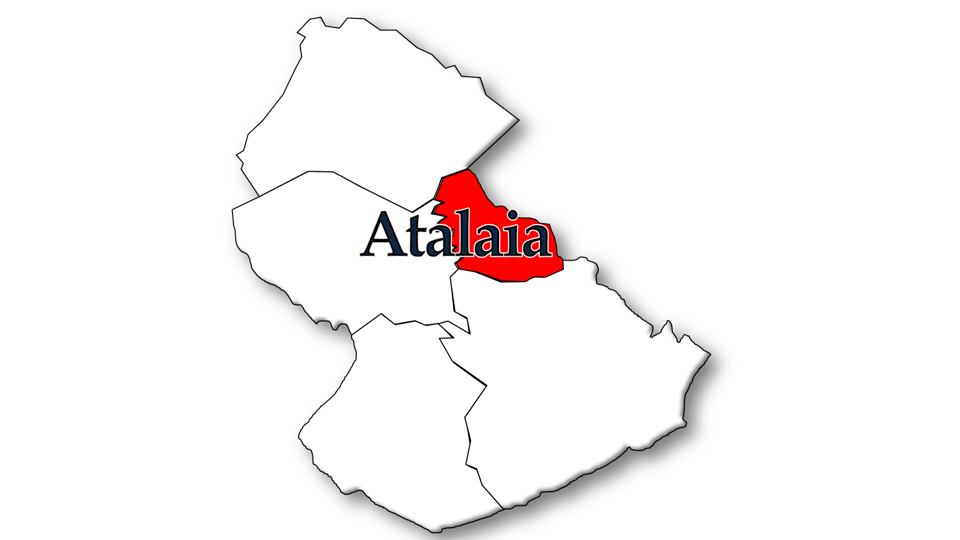
Localização no Município de Gavião

## População
| População da freguesia de Atalaia | População da freguesia de Atalaia | População da freguesia de Atalaia | População da freguesia de Atalaia | População da freguesia de Atalaia | População da freguesia de Atalaia | População da freguesia de Atalaia | População da freguesia de Atalaia | População da freguesia de Atalaia | População da freguesia de Atalaia | População da freguesia de Atalaia | População da freguesia de Atalaia | População da freguesia de Atalaia | População da freguesia de Atalaia | População da freguesia de Atalaia |
| --------------------------------- | --------------------------------- | --------------------------------- | --------------------------------- | --------------------------------- | --------------------------------- | --------------------------------- | --------------------------------- | --------------------------------- | --------------------------------- | --------------------------------- | --------------------------------- | --------------------------------- | --------------------------------- | --------------------------------- |
| 1864                              | 1878                              | 1890                              | 1900                              | 1911                              | 1920                              | 1930                              | 1940                              | 1950                              | 1960                              | 1970                              | 1981                              | 1991                              | 2001                              | 2011                              |
| 436                               | 422                               | 483                               | 453                               | 533                               | 530                               | 490                               | 646                               | 699                               | 546                               | 418                               | 311                               | 246                               | 165                               | 138                               |

## História
No século XII , o território desta freguesia pertencia ao termo de Guidintesta , altura que segundo se pensa, terá começado o seu povoamento. A população, devido ao risco das suas terras serem invadidas, sentiu a necessidade de criar um posto de vigia que assegurasse a defesa das mesmas - uma Atalaia. “Palavra que deriva do verbo Tálea (subir), e na oitava conjugação significa vigiar, olhar ao longe, descobrir com a vista”.
Pertenceu, de seguida, à Ordem do Hospital e foi, Gil da Moita, o habitante deste território que tinha a seu cargo o posto de vigia e defesa, que lhe deu a carta de povoamento.
Administrativamente Atalaia pertenceu ao concelho de Belver até à sua extinção, em 1836, passando então para o Termo de Gavião.
Entre 1895 e 1898 fazia parte do Concelho de Niza e regressou de seguida ao Concelho de Gavião.

## Património Cultural e Edificado
Solar Pinto de Abreu e Capela da Nossa Senhora Mãe dos Homens.

## Gastronomia
Os pratos tradicionais são Javali à Moda da Atalaia e Canja de Pombo Bravo.

## Actividades Económicas
Agricultura, Silvicultura, Produção de Azeite e Queijaria Tradicional.